# Klassiker der Karikatur
Klassiker der Karikatur war eine Reihe von 26 Bildbänden, die zwischen 1968 und 1990 im Ost-Berliner Eulenspiegel Verlag herausgebracht wurde.
Die Leinenbände hatten einen Schutzumschlag, der ein charakteristisches Bild aus dem Werk des Künstlers zeigte. Die Bände mit den Maßen 21 cm × 15 cm hatten einen Umfang von 82 bis 157 Seiten und kosteten 7,30 bis 12,00 Mark. Der erste Band im Jahr 1968 zu Thomas Theodor Heine war eine Lizenzausgabe des bundesdeutschen Verlages Seemann aus Recklinghausen und wurde seinerseits 1970 in München noch einmal als Gemeinschaftsausgabe mit dem Verlag Rogner und Bernhard publiziert. Auch die folgenden, nun alle beim Verlag selbst besorgten Bände bis Band 14 (Josef Lada), wurden bei Rogner und Bernhard in Lizenz verlegt.
Während in den 1970er Jahren ein stetiger Fluss an Neuveröffentlichungen, ein bis zwei im Jahr, erfolgte, kam es in den 1980er Jahren immer wieder zu größeren Pausen bei den Neuveröffentlichungen. Allerdings wurden vor allem in den 1980er Jahren Neuauflagen der Bände besorgt, wobei Band 12 mit Arbeiten von Honoré Daumier mit insgesamt fünf Auflagen am erfolgreichsten war. Die letzte Neuauflage war 1988 ein Band zu Gustave Doré; dessen Zweitauflage im Jahr 1990 war die letzte Publikation der Reihe. Jeder der Bände wurde von einem Fachmann herausgegeben, wobei Lothar Lang mit sieben und Georg Piltz mit sechs Herausgaben gemeinsam für die Hälfte der Bände verantwortlich waren. Heinrich-Zille-Fachmann Gerhard Flügge besorgte den Band zu Ferdinand von Rezniček, sein Sohn Matthias Flügge schließlich den zu Heinrich Zille.
Unter den vorgestellten Künstlern waren sowohl frühe Karikaturisten und Vorläufer der Karikatur, insbesondere Zeichner humoristischer und satirischer Bilder, als auch neuere Zeichner. Während die älteren Künstler vielfach einen internationalen Charakter hatten, waren Letztere insbesondere Ostdeutsche oder schon zuvor bedeutende Karikaturisten, die sich nach dem Krieg im Osten Deutschlands niedergelassen hatten.
1. 1968 – Lothar Lang: Thomas Theodor Heine, 1985²
2. 1969 – Lothar Lang: Rudolf Wilke, 1984²
3. 1970 – Georg Piltz: James Gillray
4. 1971 – Lothar Lang: Walter Trier, 1984²
5. 1971 – Georg Piltz: Paul Gavarni
6. 1971 – Regine Timm: Fritz Koch-Gotha, 1982²
7. 1972 – Gerhard Flügge: Ferdinand von Rezniček, 1981², 1984³
8. 1972 – Johannes Schellenberger: George Cruikshank
9. 1973 – Hans Ludwig: Theodor Hosemann, 1980², 1987³
10. 1973 – Georg Piltz: Dmitri Moor
11. 1974 – Lothar Lang: Bruno Paul, 1986²
12. 1974 – Georg Piltz: Honoré Daumier, 1975², 1982³, 1984⁴, 1988⁵
13. 1975 – Hans Ludwig: Adolf Oberländer, 1984²
14. 1976 – Lothar Lang: Josef Lada, 1977²
15. 1976 – Georg Piltz: Albert Weisgerber
16. 1978 – Hans Ludwig: Franz Burchard Dörbeck, 1985²
17. 1978 – Wolfgang Teichmann: Wilhelm Busch
18. 1979 – Matthias Flügge: Heinrich Zille, 1986², 1988³
19. 1979 – Lothar Lang: George Grosz
20. 1981 – Lothar Lang: Jules Pascin
21. 1983 – Wolfgang U. Schütte: Karl Holtz
22. 1983 – Georg Piltz: William Hogarth
23. 1987 – Gisold Lammel: Johann Gottfried Schadow, 1989²
24. 1987 – Ursula Horn: Daniel Chodowiecki
25. 1987 – Gisold Lammel: Félix Vallotton
26. 1988 – Gotthard Brandler: Gustave Doré, 1990²